# Landgericht Wangen
Das Landgericht Wangen war ein von 1804 bis 1810 bestehendes bayerisches Landgericht älterer Ordnung mit Sitz in Wangen im Allgäu im heutigen Landkreis Ravensburg (Baden-Württemberg). Die Landgerichte waren im Königreich Bayern Gerichts- und Verwaltungsbehörden, die 1862 in administrativer Hinsicht von den Bezirksämtern und 1879 in juristischer Hinsicht von den Amtsgerichten abgelöst wurden.

## Geschichte
Da im Jahr 1803 Wangen zum Königreich Bayern kam, wurde durch eine Verwaltungsneugliederung Bayerns das Landgericht Wangen errichtet. Dieses kam zum neu gegründeten Illerkreis mit der Hauptstadt Kempten.
Nachdem im Jahr 1810 Wangen durch den Pariser Vertrag zum Königreich Württemberg gekommen war, wurde das Gebiet des Landgerichts Wangen dem Oberamt Wangen eingegliedert.